# ملعب هيندمارش
ملعب هيندمارش هو ملعب يقع في أديليد، جنوب أستراليا. يعتبر الملعب الرئيسي لفريق أديليد يونايتد الذي يلعب الدوري الأسترالي. يتسع الملعب لجلوس 16،500 متفرج. سبق للملعب أن استضاف مباريات فريقه في دوري أبطال آسيا 2008 ودوري أبطال آسيا 2010.